# Montizón
Montizón is een gemeente in de Spaanse provincie Jaén in de regio Andalusië met een oppervlakte van 212 km². Montizón telt 1.768 inwoners (1 januari 2016).